# Страшидла (Сімак)
«Страшидла» (англ. Ogre) — коротка науково-фантастична повість Кліффорда Сімака, вперше опублікована журналом «Astounding Science Fiction» в січні 1944 року.

## Сюжет
Дон Макензі працював у факторії «Галактичної торгової компанії» на планеті планетної системи Сігми Дракона, населеній розумними рослинами, які спілкувались телепатично. Серед них були музичні дерева, стріляючі дерева, електрична лоза та ін.
Всі люди на цій планеті користувались симбіозом з «живими ковдрами» — місцевим мохом, розумною формою життя, що чіплявся на плечі подібно плащу, і живився думками та емоціями. Наявність людини-господаря надавало моху усвідомлення життя. Натомість мох перетворював сонячну енергію в поживні речовини чи ліки потрібні людині. 
Коли Никодим — «жива ковдра» Макензі почув від інших рослин, що диригент Олдер з Чаші Гармонії написав нову симфонію, він негайно повідомив про це господарю.
Макензі доповів це фактору Нельсону Харперу.
Той дав завдання Макензі та Бреду Сміту відвідати Чашу і купити її за 2 мішки добрив. На Землі симфонії у виконанні дерев користувались шаленим успіхом. Відомий земний композитор Дж. Еджертон Вейд почувши симфонію дерев, перестав писати музику і зник.
Торговці мали запастись сивороткою, що робила їх байдужими до музики, оскільки довготривале її прослуховування зводило людей з розуму. Джек Александер, один з працівників факторії, недавно був звільнений через це.
Харпер попередив їх не конфліктувати із торговцями раси груммі, оскільки Земля та Грумбридж-34 зараз заключили перемир'я.
Він наполіг, щоб вони взяли з собою Неллі — новоприбулого робота-бухгалтера факторії, для контролю умов угоди.
Разом із Неллі їм довелося взяти і Енциклопедію — рослину подібну на капусту, основним заняттям якої було накопичення знань.
Для цього вона читала думки людей і навіть виявила бажання відвідати Землю. Зараз Енциклопедія не відходила від Неллі і засипала її безліччю питань.
По дорозі до Чаші на мандрівників напала кількасот-метрова лоза та стріляючі дерева, вони втратили всюдихід та радіопередавач і продовжили мандрівку пішки.
Дж. Еджертон Вейд вже рік таємно жив біля Чаші Гармонії і слухав музику дерев. В нього не було «живої ковдри» і його припаси закінчувались.
Побачивши людину та двох груммі, які викопали дерево, він вийшов зі схованки і розпочав з ними перестрілку.
Хід бою переломили підіспівші торгівці, особливо Неллі, яка забила камінням груммі та погналась за людиною, це був Джек Александер.
Вейд представився торгівцям і Неллі віддала йому «живу ковдру» забрану у Александера.
Коли Енциклопедія відійшла від Неллі, та повідомила Макензі, що Енциклопедія постійно пробує читати її думки.
А оскільки це дратує Неллі, та у відповідь спробувала прочитати думки Енциклопедії, і її збентежило, що та знає більше ніж міг би знати уродженець цієї планети.
Знання Енциклопедія в математиці випереджають знання людей, а також вона має знання про інопланетні раси.
Макензі припустив, що Енциклопедія досить стара і за час її життя, ще до прибуття землян, інші раси відвідували цю планету.
Торгівці вирішили повернути дерево та його диригента Делберта, що жив у дуплі і був схожий на пуделя, в Чашу. Але в Чаші всі диригенти на чолі з Олдером зажадали вигнання Делберта, начебто, через порушення ним дисципліни в оркестрі останнім часом. Диригенти пообіцяли людям ексклюзивні права на музику та ще й задешево, якщо вони заберуть Делберта та його дерево.
Ображений Делберт попросив відвезти його на Землю, де обіцяв створити нові музикальні шедеври.
Коли Вейд зауважив, що за його спостереженнями, Делберт не порушував дисципліни, той наполіг, що таки порушував.
Торгівці зраділи вигідній пропозиції, але Неллі заявила, що це суперечить правилам Компанії.
Поки Макензі зв'язувався з Харпером, щоб обговорити це, Неллі приволокла Енциклопедію і звинуватила її в знищенні залишків сиворотки.
За версією Неллі, без сиворотки, люди б піддались дії музики та знехтували законом і вивезли б дерева. Цей план вона прочитала в думках Енциклопедії.
Макензі розгубився не знаючи кому вірити. В цей час Никодим почав пошепки розповідати йому про те як Енциклопедія підговорила дерева обманути людей.
Музика непомітно змінює людей і за декілька років вже в змозі підчиняти їхні дії. Таким чином Енциклопедія хотіла перетворити людей в своїх домашніх тварин.
В цей момент Александер із засідки поранив Сміта і Неллі погналась за ним. «Жива ковдра» ввела Сміту наркоз та почала лікувати його.
Макензі зв'язався з Харпером, і повідомив, що пошле Неллі спалити дерева. Але той вже отримав дозвіл керівництва на доставку дерева на Землю і компанія розраховувала на успіх.
Вейд забирає зброю Макензі та обидві «живі ковдри» і втікає з ними, щоб убезпечити дерева.
Щоб зігріти Сміта, Макензі наламує гілок із викопаного дерева і розводить з них багаття.
До нього приходить обурений Делберт і вимагає не чіпати дерево.
А також вертається Енциклопедія, яка переховується від Вейда.
Макензі повідомляє їм, що вони для нього лише рослини і при потребі, він буде палити і їсти їх, щоб вижити.
На цій планеті люди не робили і не думали про це, оскільки за наявності «живих ковдр» в них не виникало таких потреб.
Повертається Неллі і приносить Вейда та «ковдри».
Диригенти заключають нову угоду про музику зі «страшилищами», так вони тепер називають людей.
А для Енциклопедії люди обіцяють утримування під вартою за замах на людство.